# Hovhannes Shirás
Hovhannes Shirás (en idioma armenio: Հովհաննես Շիրազ) fue un poeta armenio. Su nombre de escritor se lo dio el famoso escritor Atrpet refiriéndose a Shiraz: «los poemas de este joven tienen la fragancia de las rosas, frescas y cubiertas de rocío como las de Shiraz» 
Su padre falleció al poco tiempo de nacer Hovhannes a causa del genocidio armenio y en su infancia vivió situaciones de extrema pobreza Estudió en la Universidad Estatal de Ereván y el Instituto de Literatura Maksim Gorki, publicó su primer poema Garnanamut —'Inicio primaveral'—  en 1935.
Se casó con la poetisa Silva Kaputikian, tuvieron un hijo, el escultor Ara Shiraz; y más tarde Hovhannes tuvo siete hijos con su segunda esposa, entre ellos Sipán Shirás.